# Нидерер, Кристина
Кристина Виктория Нидерер (нем. Christina Viktoria Niederer;  15 сентября 1996 года, Санкт-Галлен) —   швейцарская фигуристка и танцовщица с русскими корнями.
Её отец Марсель Нидерер (род. 1960) —  известный в прошлом хоккеист, предприниматель. Менеджер теннисистки Белинды Бенчич.
Член сборной Швейцарии по фигурному катанию.  Бронзовый призёр 2009 и вице-чемпион страны 2010 года в латинских танцах и спортивных бальных танцах.
В 2015 году после тяжёлой травмы решила завершить спортивную карьеру. Она окончила магистратуру в Университете Санкт-Галлена.
Имеет российское гражданство.